# Terrier chileno
Terrier chileno, även känd som Ratonero ("råttjägare"), eller chilensk terrier, är den första hundrasen som avlats fram i Chile. En rasstandard upprättades i slutet av 1990-talet i arbetet med att få rasen erkänd. I hemlandet där den fortfarande är en ras under utveckling, anordnas nationella utställningar för rasen.

## Historia
Terrier Chileno har anor tillbaka till 1800-talet och i dess härstamning finns foxterrier. Den har motsvarigheter i terrier brasileiro och i de spanska ratonero bodeguero andaluz och gos rater valencià. Från början användes den som gårdshund på landet för att hålla efter råttor och andra skadedjur. Under industrialiseringen tog arbetarklassen med sig hundarna till städerna.

## Egenskaper
Den chilenska terriern är lätt att träna och är en aktiv och frisk hundras.

## Utseende
Den chilenska terriern har vit päls med black and tan-färgade fläckar. Rasen är korthårig och har grå underull som låter en del mörka fläckar synas genom den vita överpälsen. Öronen är högt ansatta med framåttippad spets i form av ett "V". Hundarna har välutvecklade tänder och saxbett. Hanhundar har en mankhöjd på mellan 32 och 38 centimeter, den ideala höjden är 35 centimeter. Tikar har en mankhöjd på mellan 28 och 35 centimeter, den ideala höjden är 32 centimeter. Hanarna väger mellan 5 och 8 kilogram, idealvikten är 6 till 5 kilogram. Tikarna väger mellan 4 och 7 kilogram, idealvikten är 5 kilogram. 

## I populärkultur
En berömd chilensk terrier är Washington från den chilenska tecknade serien "Condorito". Washington är Condoritos, huvudpersonen i seriens, hund.